# Karl Titze
Karl Titze (* 6. Februar 1914 in Wien; † 30. September 1987 ebenda) war ein österreichischer Politiker (ÖVP). Er war von 1962 bis 1966 Mitglied des Bundesrates und von 1966 bis 1971 Abgeordneter zum Nationalrat.
Titze besuchte fünf Jahre die Volksschule und wechselte danach für drei Jahre an eine Bürgerschule. Er absolvierte die kaufmännische Fortbildungsschule und war 1928 Büropraktikant in einer Wiener Großhandelsfirma. Danach arbeitete er als kaufmännischer Angestellter. Nach dem Zweiten Weltkrieg arbeitete er von 1945 bis 1953 als Bezirkssekretär der ÖVP Wien-Hernals, danach war er von 1953 bis 1963 Landessekretär des ÖAAB-Wien. Titze begann seine politische Karriere zwischen 1959 und 1962 als Mitglied des Wiener Landtags und Gemeinderats, danach gehörte er vom 23. November 1962 bis zum 30. März 1966 dem Bundesrat an. In der Folge vertrat Titze die ÖVP zwischen dem 30. März 1966 und dem 24. Juni 1970 sowie vom 19. Oktober 1970 bis zum 4. November 1971 im Nationalrat. Des Weiteren wirkte er innerparteilich als Mitglied des Landesparteivorstandes und der Landesparteileitung der ÖVP Wien und war ab 1963 Landesobmann des ÖAAB Wien.